# Catostylidae
Catostylidae — родина невеликих медуз. Для представників родини характерні товсті, ковбаскоподібні щупальця.

## Опис
Ротові лопаті в представників родини не мають булав, філаментів або будь-яких інших придатків. Родина близько споріднена з Lychnorhizidae, відрізняючись майже винятково відсутністю придатків на ротових лопастях. Медузи даної родини мешкають переважно в солонуватоводних акваторіях, і можуть мати в організмі водорості-коменсали, завдяки яким набувають жовто-коричневого кольору. В разі відсутності таких коменсалів колір медузи-хазяїна є кобальтово-синій. Родина чисельна в Індо-Тихоокеанських водах, а три види знайдені і на атлантичному узбережжі Африки та Європи. Найбільшим є вид Castostylus tagi, ширина куполу якого може доходити до 500 міліметрів.

## Класифікація
Родина налічує шість родів, в які входять 22 види.
- Acromitiodes
- Acromitus
- Castostylus
- Crambione
- Crambionella
- Leptobranchia